# 埃爾查爾 (貝塔省)
埃爾查爾（西班牙語：El Chal）是瓜地馬拉貝登省的一個市鎮，位於該省首府弗洛雷斯東南約50公里（31英里）處。

## 地理
埃爾查爾位於貝登盆地的南部。它北與聖安娜接壤，東與多洛雷斯接壤，南與波普通接壤，西與薩亞斯切接壤，西北與聖弗蘭西斯科接壤。埃爾查爾面積為957.63平方公里（369.74平方英里）。
埃爾查爾的地勢稍顯凹凸不平，越靠近東南部的馬雅山脈，就越顯得崎嶇不平。森林砍伐嚴重：截至2015年，59%的土地沒有任何森林覆蓋，只有14%被原始森林覆蓋。